# Fejér
Fejér és una província (megye) hongaresa situada al centre del país. La província se situa a la vora occidental del Danubi, a prop del llac Balaton. Fa frontera amb les províncies de Veszprém, Komárom-Esztergom, Pest, Bács-Kiskun, Tolna i Somogy. Féjer té una població de 426.541 habitants, la seva capital és Székesfehérvár.